# Шмидт, Владимир Петрович (капитан 1-го ранга)
Влади́мир Петро́вич Шмидт (Шмитт) (1 марта 1883, Николаев Колумбийского университета, первый церковный староста русского Храма Христа Спасителя в Нью-Йорке.

## Происхождение
Родился 1 марта 1883 года в семье морского офицера, впоследствии контр-адмирала, градоначальника и начальника Бердянского порта Петра Петровича Шмидта (1828—1888), единокровный брат лейтенанта Шмидта. Православный. Знал французский и английский языки.
Семья: холост (1904). Женат, 1 сын (1914), (1916). Жена Надежда Алексеевна Бровцына (1879—1965), сын Владимир, пасынок Алексей Сергеевич Головачев (офицер армии США).

## Послужной список
- В службе с 1899 года.

- В 1901 году награждён знаком в память 200-летнего юбилея Морского корпуса.
- 6 мая 1902 года — фельдфебель. Окончил Морской кадетский корпус 4-м по списку и Высочайшим приказом по Морскому ведомству № 403 произведён по экзамену в мичманы.
- В 1902—1903 годах — вахтенный начальник ЭБР «Победа». В заграничных плаваниях: в 1902 и 1903 годах — на ЭБР «Победа».
- В 1903 году — младший штабной офицер КР «Рюрик».
- С 17 ноября 1903 до 1904 года. Приказом по Морскому ведомству № 199 назначен младшим флаг-офицером штаба начальника эскадры Тихого океана.
- 9 марта 1904 года. Приказом Его Императорского Высочества Генерал-Адмирала по Морскому ведомству № 52 назначен флаг-офицером командующего флотом в Тихом океане.
- 14 марта 1904 года. Приказом Наместника Его Императорского Величества № 253 назначено, «За проявленное особое мужество, воинскую доблесть и в воздаяние отличной храбрости во время отражения внезапной минной атаки на эскадру Тихого океана 26-го и в бою 27-го января с японским флотом» награждение орденом Св. Анны 4-й ст. с надписью «За храбрость».
- 16 марта 1904 года был назначен флаг-офицером командующего флотом в Тихом океане и морского походного штаба наместника Е. И. В. на Дальнем Востоке.
- 31 марта 1904 года спасён при гибели ЭБР «Петропавловск».
- 31 марта 1904 года «за отличие в делах против неприятеля» произведён в лейтенанты.
- На 1904 год — Шмидт (3-й).
- На 1904 год состоял в 14-м флотском экипаже.
- В 1904 году — флаг-офицер штаба командующего флотом в Тихом океане и морского походного штаба наместника Его Императорского Величества на Дальнем Востоке.
- 7 апреля 1904 года Циркуляром ГМШ за № 90 объявлен о назначении, состоявшемся приказом наместника Е. И. В. на Дальнем Востоке флаг-офицером морского походного штаба наместника.
- 10 мая 1904 года Высочайше утверждено назначенное Наместником Его Императорского Величества на Дальнем Востоке награждение орденом Св. Анны 4-й ст. с надписью «За храбрость».
- В 1904 году тяжело ранен в штыковом бою на сухопутном фронте.
- 20 декабря 1904 года взят японцами в плен.
- В 1906 году был награждён серебряной медалью с бантом на Георгиевской и Александровской ленте в память русско-японской войны 1904—1905 гг.
- В 1906 году — после мятежа на крейсере «Очаков» с целью отмежеваться от своего сводного брата, лейтенанта Петра Шмидта, «государственного преступника», и позора, обрушившегося на семью, числился под фамилией Шмитт.
- В 1907 году зачислен в минные офицеры 1-го разряда.
- В 1907 году награждён орденом Св. Станислава 3-й ст.
- В 1910 году предоставлено право ношения Золотого знака об окончании полного курса наук Морского кадетского корпуса.
- В 1910 году окончил гидрографический отдел Николаевской Морской академии.
- В 1910 году предоставлено право ношения серебряного знака об окончании курса наук Николаевской Морской академии.
- 25 марта 1912 года произведён в капитаны 2-го ранга. В составе Черноморского флотского экипажа.
- С 12 апреля 1912 до 1914 года — старший офицер КР «Кагул».
- 6 декабря 1912 года награждён орденом Св. Анны 3-й ст.
- В 1913 году пожалован светло-бронзовой медалью в память 300-летия царствования Дома Романовых.
- На 1914 года — Шмидт (2-й).
- В 1914 года награждён нагрудным знаком для защитников крепости Порт-Артур.
- 14 апреля 1914 года назначен флагманским минным офицером штаба командующего морских сил Чёрного моря.
- 19 января 1915 года награждён орденом Св. Станислава 2-й ст. с мечами.
- В 1915 году предоставлено право ношения светло-бронзовой медали в память 200-летнего юбилея Гангутской победы.
- В 1916 или 1917 году — преподаватель географии в Морском корпусе (очевидно в Севастопольском).
- 28 июля 1917 года произведён в капитаны 1-го ранга по линии.
- В 1917 году — флагманский минный офицер штаба командующего флотом Черноморского флота.
- После 1917 года — в Вооружённых силах Юга России.
- Эвакуирован до осени 1920 из Севастополя в Турцию, к лету 1921 в Константинополе. В Константинополе располагался тогда штаб Главнокомандующего Русской армией, военно-морской агент (капитан 1-го ранга Ренненкампф) и Союз русских инвалидов. Русским капитаном над портом был капитан 1-го ранга Владимир П. Шмидт.
- На 1 января 1922 года — член Совета Союза морских офицеров в Константинополе.
- В эмиграции в США.
- С сентября 1925 года — гидрограф и океанограф в Нью-Йорке, преподаватель Колумбийского университета.
- С 1926 года — Председатель Правления и Президент Корпорации Прихода русского Храма Христа Спасителя в Нью-Йорке.
- На 31 января 1944 и 20 января 1949 года — член Общества бывших русских морских офицеров в Америке.
- 19 июля 1965 года скончался в Нью-Йорке. Похоронен на кладбище Св. Тихоновского монастыря (Саунт Канаан, Пенсильвания).

## Награды
- орден Св. Анны 4-й ст. с надписью «За храбрость» (1904)
- орден Св. Станислава 3-й ст. (1907)
- орден Св. Анны 3-й ст. (1912)
- орден Св. Станислава 2-й ст. с мечами (1915)

## Сочинения
- Шмидт В. П. Гибель эскадренного броненосца «Петропавловск». // «Морской Сборник», 1911. — № 9.
- Шмидт В. П. Из воспоминаний минного офицера на броненосце «Петропавловск». — СПб., 1913.
- Шмидт В. П. Адмирал С. О. Макаров. // Русская морская зарубежная библиотека. — Нью-Йорк, 1934. — № 31.
- Воспоминания «Адмирал Макаров в Порт-Артуре», МЗ, т. II, № 1, 1943.
- В 1918—1932 годах — статьи на морские темы в газете.